# شیر چای

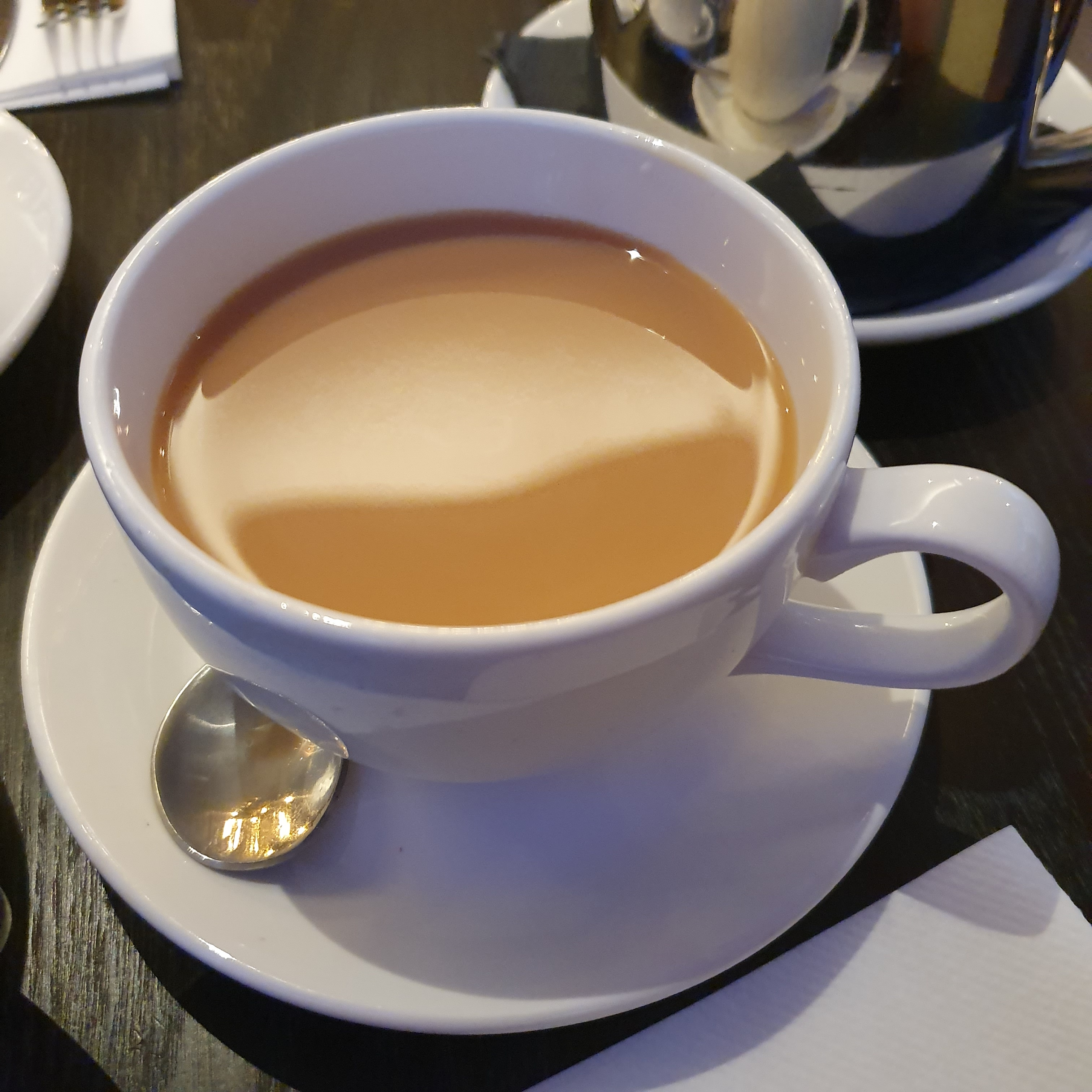
یک فنجان شیر چای در ایرلند

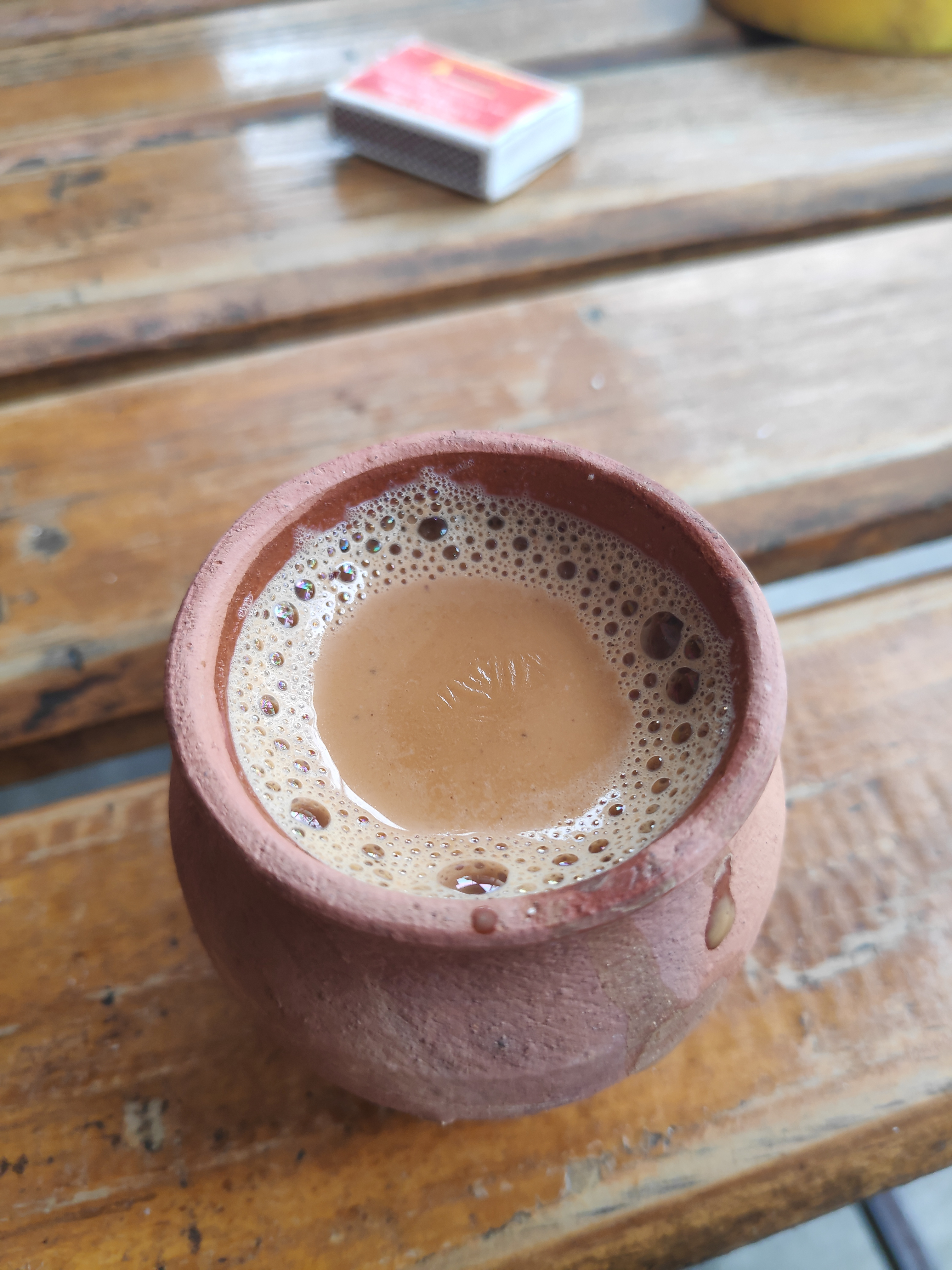
شیر چای در نپال

شیر چای نوعی نوشیدنی است که از ترکیب چای و شیر تهیه می‌شود و در فرهنگ‌های متفاوت انواع مختلفی دارد. این نوع نوشیدنی بسته به میزان هریک از دو ماده اصلی تشکیل‌دهنده آن، روش تهیه و اضافه کردن سایر مواد (مانند شکر، عسل یا نمک) انواع مختلفی دارد. پودر شیر چای فوری محصولی است که به صورت انبوه تولید می‌شود.

## انواع
انواع شیر چای عبارتند از:
- چای بریتانیایی که با شیر سرو می‌شود
- بابل‌تی، یا چای حبابی، با چای تایوانی درست می‌شود و در تایچونگ در دهه ۱۹۸۰ اختراع شد
- چای شیر برمه‌ای با برگهای چای سیاه قوی دم می‌شود، و با شیر عسلی یا شیر تغلیظ‌شده شیرین می‌شود و در میانمار رایج است.[۳] این نوشیدنی معمولاً در چای‌فروشی‌ها سرو می‌شود و نخستین بار در زمان حکومت بریتانیا در برمه پدیدار شد[۴][۵]
- چای کامبریک، شیر گرم شیرین شده‌است که معمولاً مقدار کمی چای به آن اضافه می‌شود[۶]
- چای شیر به سبک هنگ کنگ، چای سیاه شیرین شده با شیر تبخیر شده‌است و منشأ آن به دوران استعمار بریتانیا در هنگ کنگ برمیگردد
- چای دود پاتی، به معنای «شیر و برگ چای»، در هند، پاکستان، نپال و بنگلادش نوشیده می‌شود
- ته تاریک، نوعی شیر چای رایج در مالزی و سنگاپور است
- سووتی تسای، یک شیر چای شور مغولی است
- شاهی حلیب، شیر چای یمنی است که بعد از جویدن قات سرو می‌شود
- چای ماسالا یک شیر چای ادویه‌دار است که در شبه‌قاره هند نوشیده می‌شود
- چای ایرانی، نوعی شیر چای است که با شیر خالص مخلوط با مأوا تهیه می‌شود و در کافه‌های ایرانی در حیدرآباد هند سرو می‌شود
- چای تایلندی، یک چای شیرین محبوب در آسیای جنوب شرقی است
- شیر چای سلطنتی، شرکت چای لیپتون این نوشیدنی را در سال ۱۹۶۵ در ژاپن اختراع کرد[۷]
- شیر چای دالگونا، شیر چای شیرین شده با دالگونای سنتی کره‌ای است[۸]

تخمین زده می‌شود که در تایلند به ازای هر نفر در ماه شش فنجان بابل‌تی مصرف می‌شود. در مالزی، سنگاپور، ویتنام و اندونزی سه فنجان به‌ازای هر نفر در ماه مصرف می‌شود.

## برای مطالعهٔ بیشتر
- "Milk-tea-flavored bottled water". Japan Today. Retrieved September 22, 2017.